# Lacluta (Verwaltungsamt)
| \| \| |
|       |

|  |

Lacluta (tetum Lakluta) ist ein osttimoresisches Verwaltungsamt (portugiesisch Posto Administrativo) in der Gemeinde Viqueque. Der Verwaltungssitz befindet sich in Dilor.

## Geographie

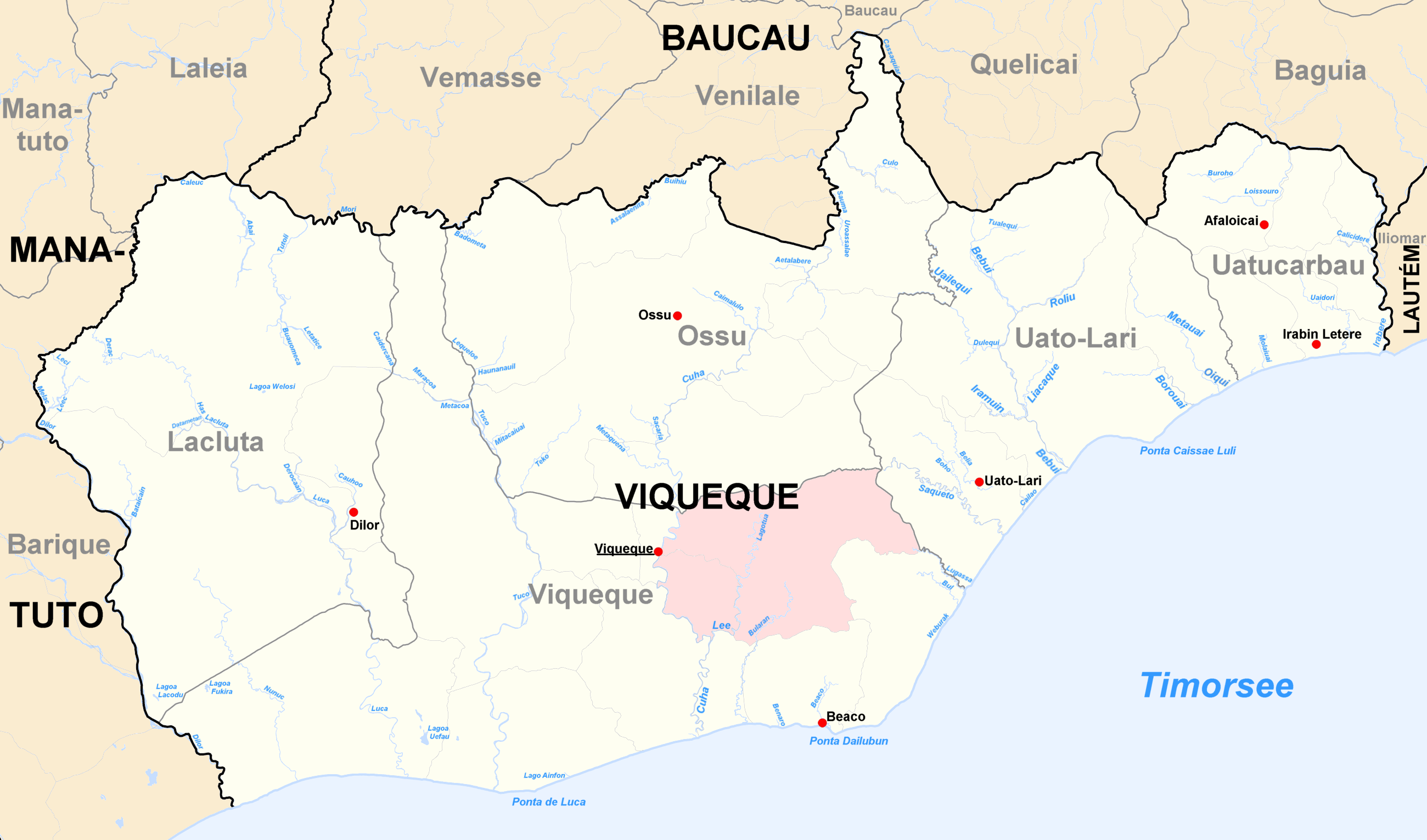
Das Verwaltungsamt Lacluta im Westen der Gemeinde Viqueque (Grenzen bis 2015)

Bis 2014 wurden die Verwaltungsämter noch als Subdistrikte bezeichnet. Vor der Gebietsreform 2015 hatte Lacluta eine Fläche von 416,54 km². Nun sind es 414,16 km².
Das Verwaltungsamt Lacluta liegt im Westen der Gemeinde Viqueque, im Zentrum Osttimors. Im Osten und Süden grenzt er an das Verwaltungsamt Viqueque, im Westen an die Gemeinde Manatuto und im Nordosten an die Gemeinde Baucau.
Lacluta teilt sich in vier Sucos: Ahic mit dem alten Hauptort Lacluta, Dilor, Laline und Uma Tolu. Dilor ist der Hauptort und das Bevölkerungszentrum des Verwaltungsamts mit den meisten öffentlichen Einrichtungen. Laline ist flächenmäßig mit 212 km² der größte Suco Osttimors.
Zwei der höchsten Berge sind der Aitana (1203 m) und der Cassacaic (1024 m). Ein weiterer Gipfel erreicht 1103 m. Durch die Mitte des gebirgigen Verwaltungsamts fließt der Fluss Luca und seine Nebenflüsse. Im Norden entspringen zudem die Flüsse Latatice und Tutoli und fließen in den Fluss Laleia. Im Nordwesten der Leec, der in den Dilor mündet. Der Dilor bildet die südwestliche Grenze zu Manatuto und ist der größte Fluss der Region.

Klimadaten
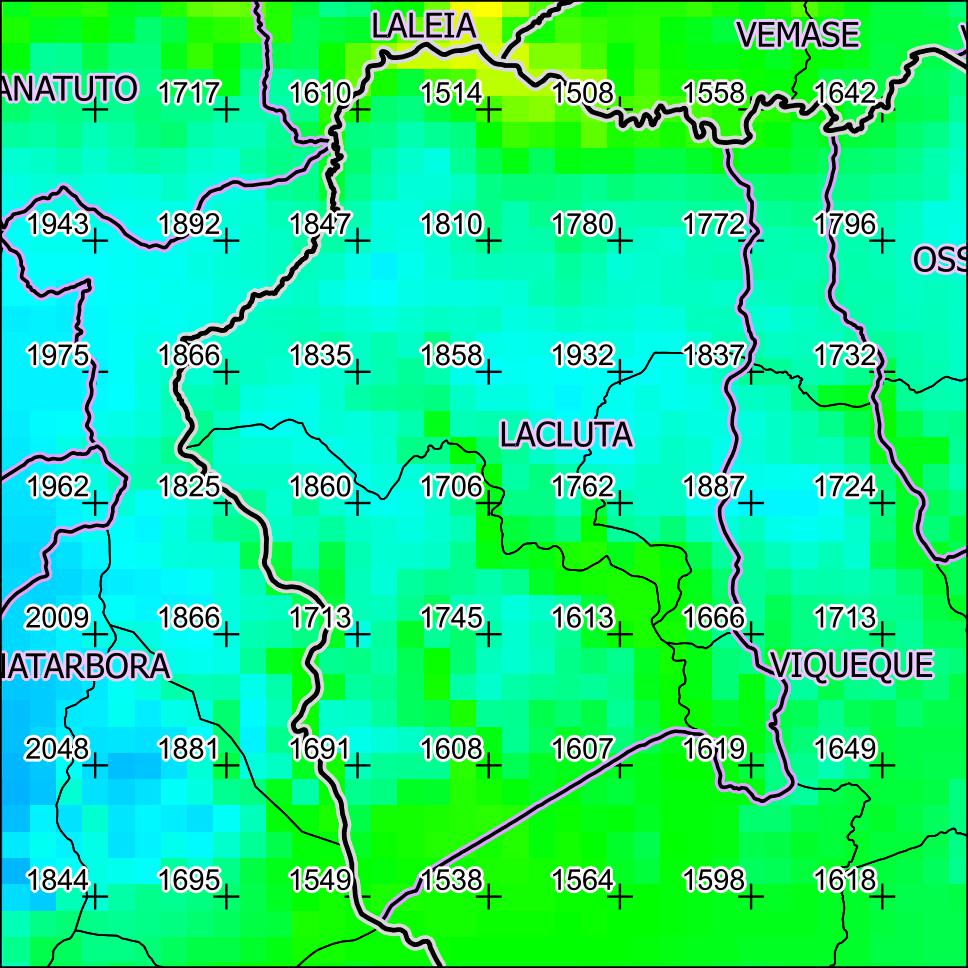
Jährliche Niederschlagsmenge (2000)
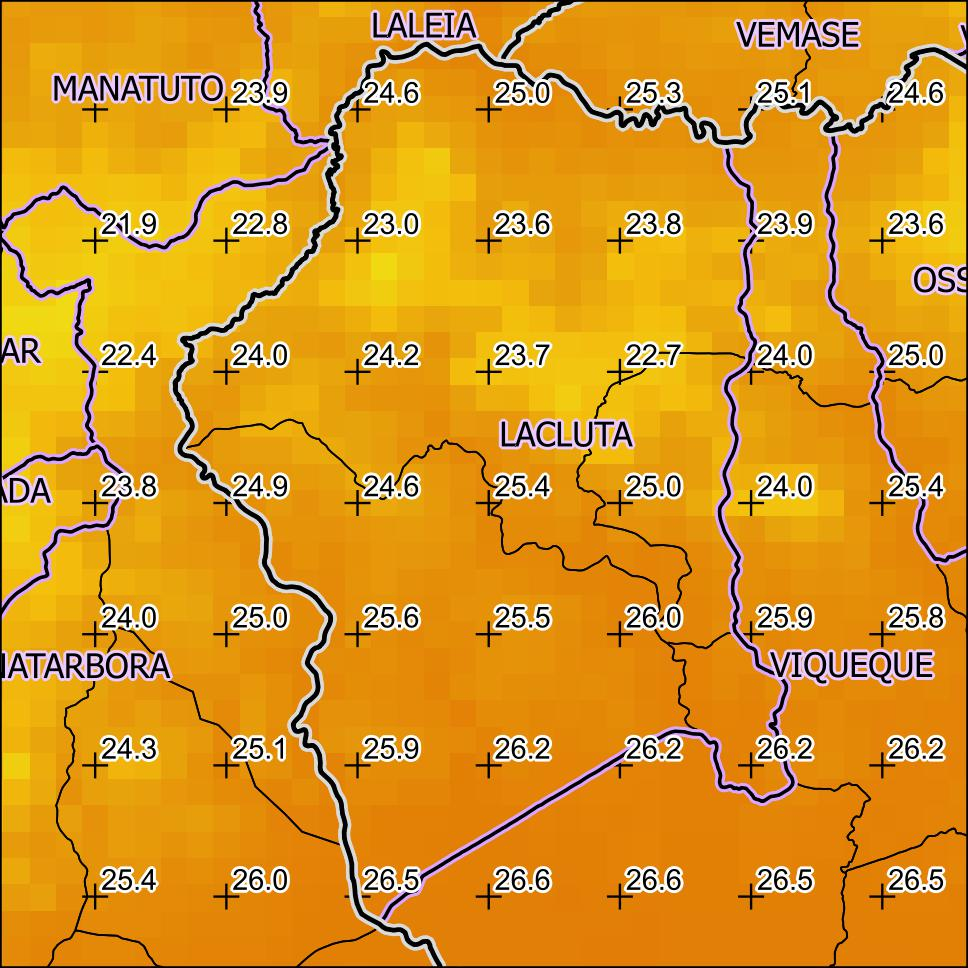
Jahresdurchschnitts-temperatur (2000)

## Einwohner

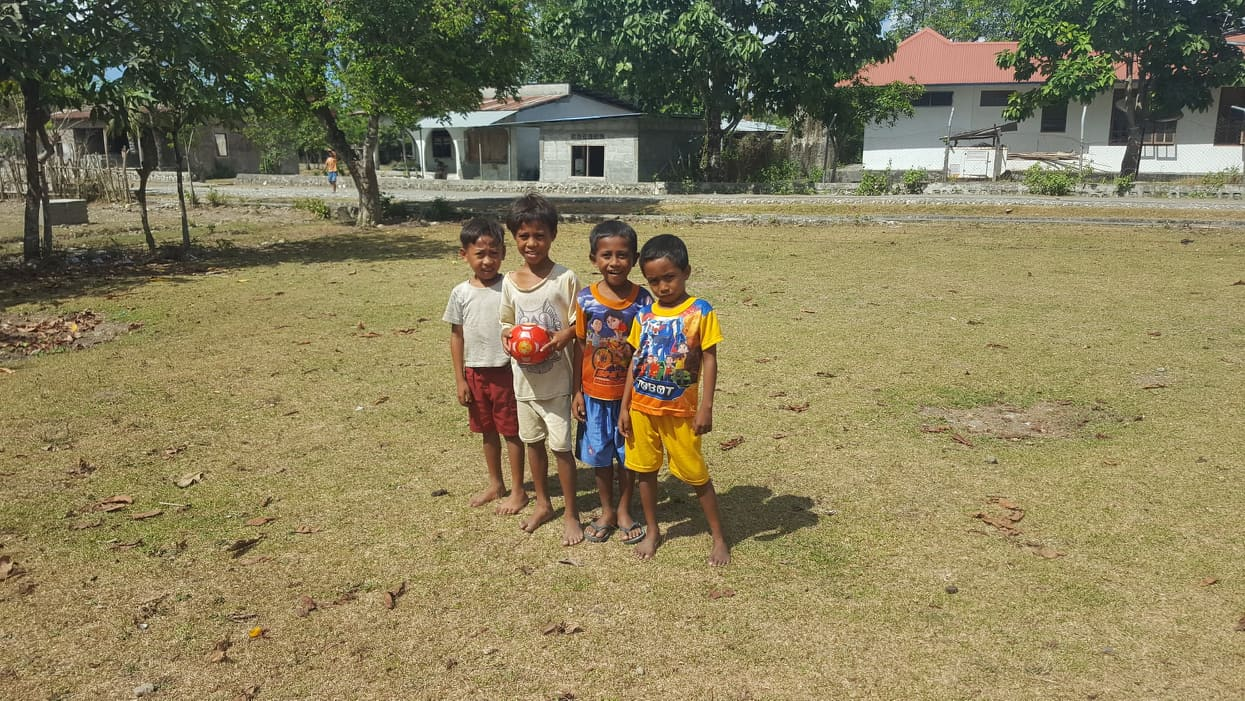
Kinder in Dilor

Lacluta hat 6.695 Einwohner (2022), davon sind 3.478 Männer und 3.217 Frauen. Im Verwaltungsamt gibt es 1.496 Haushalte. Die größte Sprachgruppe bilden die Sprecher von Tetum Terik, einem Dialekt der Amtssprache Tetum. Daneben wird auch Midiki gesprochen, dass zu den Kawaimina-Dialekten gezählt wird, die den Status einer Nationalsprache haben. Der Altersdurchschnitt beträgt 21,2 Jahre (2010, 2004: 20,9 Jahre).

## Geschichte
Lacluta und Dilor waren traditionelle Reiche Timors, die von einem Liurai regiert wurden. Lacluta erscheint auf einer Liste von Afonso de Castro, einem ehemaligen Gouverneur von Portugiesisch-Timor, der im Jahre 1868 47 Reiche aufführte und war bereits im 18. Jahrhundert ein Verbündeter Portugals. Dilor wird auf einer portugiesischen Liste von 1769 erwähnt.
1811 rebellierte Lacluta gegen die Tributzahlungen an Portugal.
Ab 1877 führte der Pater Sebastião Aparício da Silva in Lacluta eine Missionsstation.
1976 war Lacluta ein Rückzugsgebiet der FALINTIL, die gegen die indonesischen Invasoren kämpfte. Hier gründete sie eine base de apoio, eine Widerstandsbasis, die Zuflucht für Flüchtlinge aus Lacluta, Ossu, Baucau und Viqueque bot. Später wurde die Basis von den Indonesiern zerstört. Jene die sich hier ergaben wurden interniert und litten an Hunger. Sie konnten weder etwas anpflanzen, noch frisches Wasser holen. Vor allem Kinder und ältere Menschen starben. Überlebende berichten:

„1979 ergaben wir uns in der alten Stadt von Lacluta. Etwa 500 Personen starben an Hunger und durch den Mangel an Medikamenten zur Bekämpfung von Tuberkulose, Marasmus und Durchfall. Viele die starben, hatten keine Familienmitglieder mehr, um sie zu beerdigen. Einige starben im Camp und einige während sie im Wald nach etwas zum Essen suchten. Wir überlebten von Essen wie:
- Sago aus der Bebakpalme
- Früchte des Gummibaums
- Guaven
- Blätter vom Ende der Kokosnuss
- Maek (eine Knolle)
- Kuan (eine kleine, fasrige Yamswurzel)
- Aidak (eine Art Lychee)
- Wasserspinat
- Bananenschößlinge
- Laho (Mäuse)
- Samea (Schlangen)
- Manduku (Frösche)

Pferde wurden für nur 1000 indonesische Rupiah und zwei Dosen Reis für je eine Mahlzeit (rantang) von der Hansip gekauft. Goldketten konnte man für eine Dose Reis erwerben. Im Tausch für Nahrung, wie Büffel- oder Hirschfleisch, konnten Töchter an Hansip- und ABRI-Mitglieder zwangsverheiratet werden, selbst wenn sie schon gesetzlich verheiratet waren.
ABRI und der Subdistriktadministrator (camat) entschlossen sich die Internierten von der alten Stadt Lacluta in das Dorf Dilor zu verlegen.“

Zwischen 1970 und 1980 sank die Einwohnerzahl des Subdistrikts um 58,5 %.
1981 sollten 700 Familien aus ganz Viqueque und aus Barique (Distrikt Manatuto) nach Atauro deportiert werden. Das Eingreifen des Subdistriktadministrators verhinderte letztlich, dass Familien aus Lacluta auf die Insel gehen mussten.
Anfang März 1981 wurde Xanana Gusmão in Lacluta auf einer geheimen Nationalkonferenz zum Nachfolger des getöteten Nicolau dos Reis Lobatos als Chef der FALINTIL gewählt.
Im September 1981 endete die indonesische Operation Zaun aus Beinen in Lacluta. In Folge wurden am 7. September bis zu 500 Menschen, auch Frauen und Kinder, am St. Antonius-Schrein beim Berg Aitana, nahe Lacluta durch die indonesische Armee ermordet.

## Politik

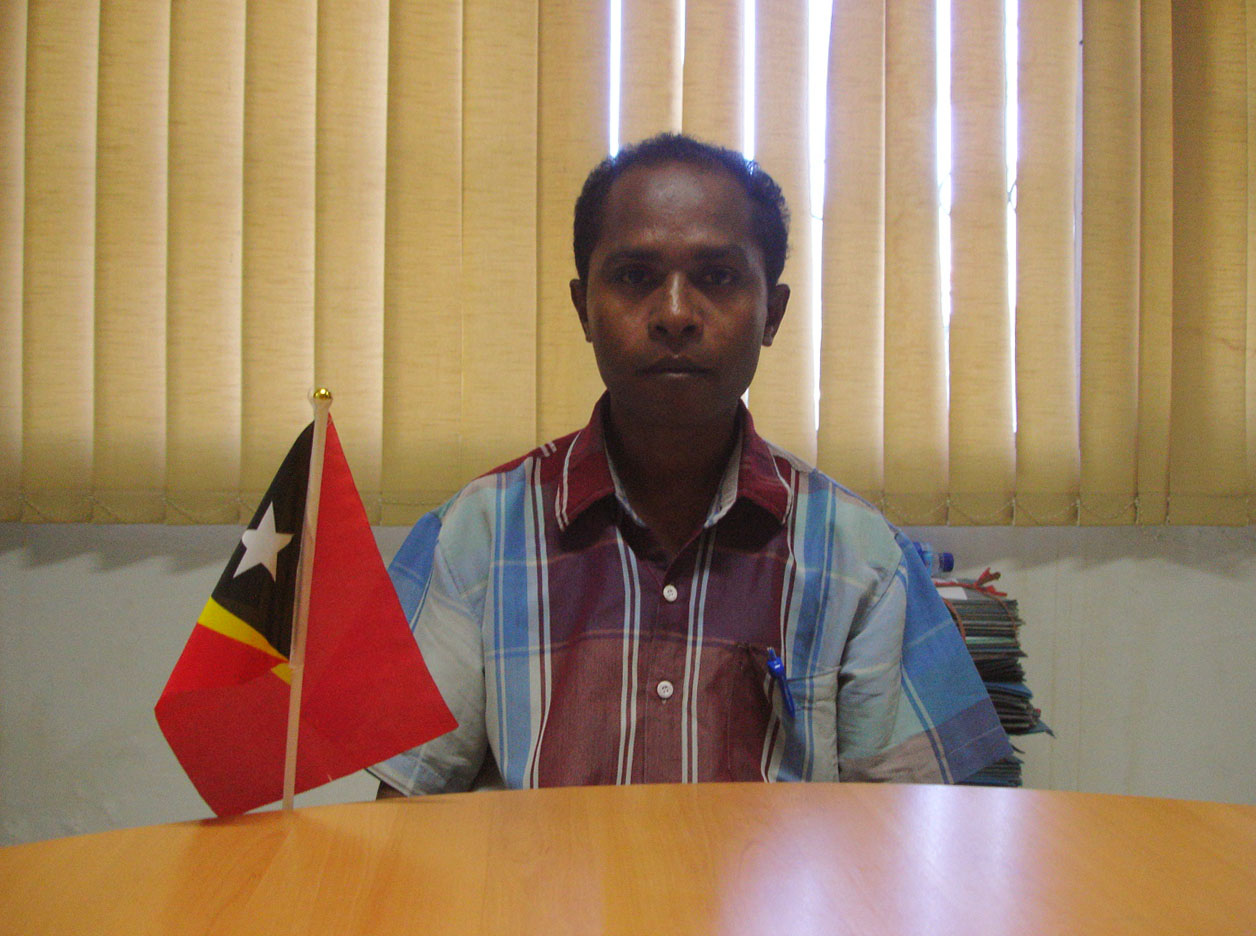
Rui da Costa (2013)

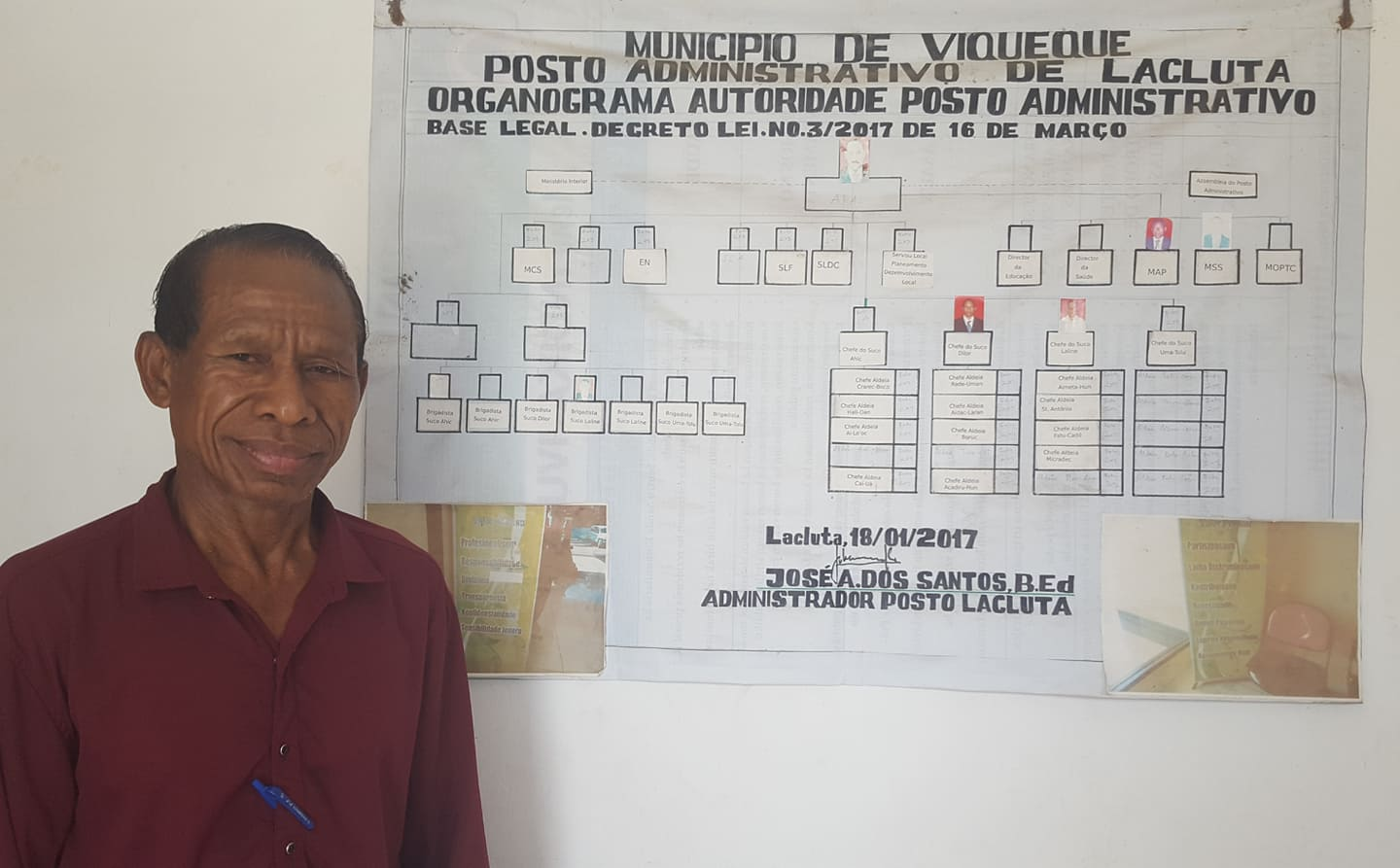
José Andrade dos Santos (2019)

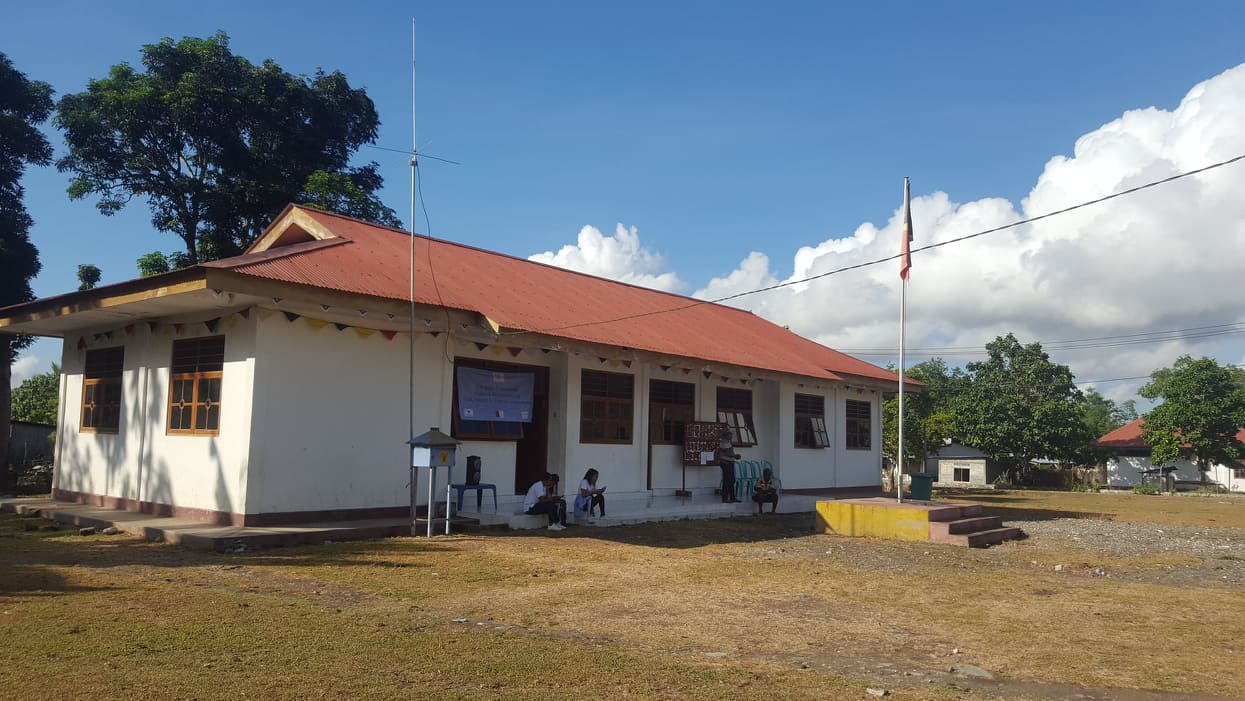
Verwaltungssitz des Verwaltungsamts Lacluta in Dilor

Der Administrator des Verwaltungsamts wird von der Zentralregierung in Dili ernannt. Nach der indonesischen Besatzungszeit hatte José Andrade dos Santos das Amt ab 2000 lange Zeit inne, musste es aber aus gesundheitlichen Gründen abgeben. Rui da Costa übernahm den Posten um 2015, bis 2016 José Andrade dos Santos das Amt wieder antrat. Am 21. März 2024 wurde Pascoal Gama Martins zum Administrator ernannt.

## Wirtschaft
60 % der Haushalte bauen Maniok an, 58 % Mais, 59 % Gemüse, 46 % Reis, 50 % Kokosnüsse und 35 % Kaffee. Lacluta ist damit das Zentrum des Kaffees in der Gemeinde.

## Partnerschaften
Zwischen dem Verwaltungsamt und der australischen Stadt Wangaratta besteht eine Städtepartnerschaft.